# Eleição municipal de Itacoatiara em 2008
A eleição municipal da cidade brasileira de Itacoatiara em 2008 ocorreu no dia 05 de outubro de 2008, como parte do conjunto de eleições municipais no Brasil que ocorreram no mesmo ano. Na ocasião, foram eleitos um prefeito, vice-prefeito e 10 vereadores para a Câmara Municipal da cidade.
A campanha eleitoral contou com a participação de 3 candidatos a prefeito. O prefeito em exercício, Mamoud Amed, do PPS, não pôde se candidatar para uma nova reeleição devido ao limite estabelecido na Constituição Brasileira de no máximo dois mandatos executivos consecutivos por pessoa. O primeiro turno foi realizado em 05 de outubro de 2008. Antônio Peixoto, candidato pelo PT, foi eleito com 17.315 votos (41,98% dos votos válidos), seguido de Donmarques Mendonça, do PR, que obteve 12.351 votos (29,94%). 
Na Câmara dos Vereadores, 129 candidatos concorreram ao pleito e 10 foram eleitos. Dentre os vereadores eleitos, 3 foram reeleitos. Os partidos que conquistaram o maior número de assentos foram PTB, PR e PMDB, com 2 assentos cada. Rychardson foi o candidato mais votado, recebendo 1.848 votos (4,88% dos votos validos).  Os candidatos eleitos tomaram posse em 1 de janeiro de 2009 para exercerem um mandato de quatro anos.

## Candidaturas para a prefeitura
| Nº      | Prefeito(a)  | Prefeito(a)                                        | Prefeito(a)       | Vice-prefeito(a) | Vice-prefeito(a) | Vice-prefeito(a)                                     | Vice-prefeito(a)  | Coligação Partido(s)                                                  |
| Nº      | Candidato(a) | Candidato(a)                                       | Partido Federação | Candidato(a)     | Candidato(a)     | Candidato(a)                                         | Partido Federação | Coligação Partido(s)                                                  |
| ------- | ------------ | -------------------------------------------------- | ----------------- | ---------------- | ---------------- | ---------------------------------------------------- | ----------------- | --------------------------------------------------------------------- |
| 13      |              | Antônio Peixoto Antonio Peixoto De Oliveira        | PT                |                  |                  | Augusto Da Caixa José Augusto Queiroz De Aguiar      | PT                | Sem coligação                                                         |
| 15      |              | Nelson Azêdo Nelson Raimundo De Oliveira Azêdo     | PMDB              |                  |                  | Lisette Abrahim Lisette Bouez Abrahim                | PMDB              | Frente de Transformação de Itacoatiara PTN PSDB PHS PMDB PRP PRTB DEM |
| 22      |              | Donmarques Mendonça Donmarques Anveres De Mendonça | PR                |                  |                  | Junior Da Constrói Raimundo Neury Junior Soares Maia | PPS               | União Por Itacoatiara PPS PR PDT PSB PSDC PTdoB                       |
| Fontes: |              |                                                    |                   |                  |                  |                                                      |                   |                                                                       |

## Resultados da eleição

### Prefeito
| Candidato(a) a prefeito  | Candidato(a) a prefeito  | Candidato(a) a vice-prefeito | Primeiro turno 05 de outubro de 2008 | Primeiro turno 05 de outubro de 2008 |
| Candidato(a) a prefeito  | Candidato(a) a prefeito  | Candidato(a) a vice-prefeito | Total                                | Percentagem                          |
| ------------------------ | ------------------------ | ---------------------------- | ------------------------------------ | ------------------------------------ |
|                          | Peixoto Do Pt (PT)       | Augusto Da Caixa (PT)        | 17.315                               | 41,98%                               |
|                          | Donmarques Mendonça (PR) | Junior Da Constrói (PPS)     | 12.351                               | 29,94%                               |
|                          | Nelson Azêdo (PMDB)      | Lisette Abrahim (PMDB)       | 11.580                               | 28,08%                               |
| Total de votos válidos   | Total de votos válidos   | Total de votos válidos       | 41.246                               | 41.246                               |
| Votos apurados           |                          |                              |                                      |                                      |
| Votos válidos            | Votos válidos            | Votos válidos                | 41.246                               | 95,48%                               |
| Votos em branco          | Votos em branco          | Votos em branco              | 308                                  | 0,71%                                |
| Votos nulos              | Votos nulos              | Votos nulos                  | 1.644                                | 3,81%                                |
| Total de votos apurados  | Total de votos apurados  | Total de votos apurados      | 43.198                               | 43.198                               |
| Eleitores                |                          |                              |                                      |                                      |
| Comparecimentos          | Comparecimentos          | Comparecimentos              | 43.198                               | 80,26%                               |
| Abstenções               | Abstenções               | Abstenções                   | 10.622                               | 19,74%                               |
| Total de eleitores aptos | Total de eleitores aptos | Total de eleitores aptos     | 53.820                               | 53.820                               |
| Total de seções: 180     |                          |                              |                                      |                                      |
| Fontes:                  |                          |                              |                                      |                                      |

### Composição da Câmara Municipal
|                          |                          |                 |                 |          |         |
| Nº                       | Partido                  | Votos populares | Votos populares | Assentos | ±       |
| Nº                       | Partido                  | Votos           | %               | Assentos | ±       |
| 14                       | PTB                      | 6.682           | 16,02%          | 2        | 2       |
| 22                       | PR                       | 4.986           | 11,95%          | 2        | 2       |
| 15                       | PMDB                     | 2.780           | 6,66%           | 2        | 1       |
| 13                       | PT                       | 4.414           | 10,58%          | 1        | Estável |
| 11                       | PP                       | 3.610           | 8,65%           | 1        | 1       |
| 23                       | PPS                      | 2.675           | 6,41%           | 1        | 1       |
| 17                       | PSL                      | 1.566           | 3,75%           | 1        | 1       |
| 10                       | PRB                      | 2.881           | 6,91%           | 0        | -       |
| 21                       | PCB                      | 2.403           | 5,76%           | 0        | -       |
| 27                       | PSDC                     | 1.670           | 4%              | 0        | 1       |
| 31                       | PHS                      | 1.282           | 3,07%           | 0        | -       |
| 25                       | DEM                      | 1.134           | 2,72%           | 0        | -       |
| 70                       | PTdoB                    | 1.055           | 2,53%           | 0        | -       |
| 19                       | PTN                      | 920             | 2,21%           | 0        | -       |
| 33                       | PMN                      | 917             | 2,2%            | 0        | -       |
| 28                       | PRTB                     | 830             | 1,99%           | 0        | -       |
| 12                       | PDT                      | 590             | 1,41%           | 0        | 1       |
| 65                       | PCdoB                    | 427             | 1,02%           | 0        | -       |
| 45                       | PSDB                     | 412             | 0,99%           | 0        | 1       |
| 50                       | PSOL                     | 389             | 0,93%           | 0        | -       |
| 40                       | PSB                      | 68              | 0,16%           | 0        | -       |
| 44                       | PRP                      | 22              | 0,05%           | 0        | -       |
| 43                       | PV                       | 1               | 0%              | 0        | -       |
| Total de votos válidos   | Total de votos válidos   | 41.714          | 41.714          | 10       | 10      |
| Votos apurados           |                          |                 |                 | 10       | 10      |
| Total de votos válidos   | Total de votos válidos   | 41.714          | 96,55%          | 10       | 10      |
| Votos em branco          | Votos em branco          | 395             | 0,91%           | 10       | 10      |
| Votos nulos              | Votos nulos              | 1.095           | 2,53%           | 10       | 10      |
| Total de votos apurados  | Total de votos apurados  | 43.204          | 43.204          | 10       | 10      |
| Eleitores                |                          |                 |                 | 10       | 10      |
| Comparecimentos          | Comparecimentos          | 43.204          | 80,27%          | 10       | 10      |
| Abstenções               | Abstenções               | 10.616          | 19,73%          | 10       | 10      |
| Total de eleitores aptos | Total de eleitores aptos | 53.820          | 53.820          | 10       | 10      |
| Fontes:                  |                          |                 |                 |          |         |

### Vereadores eleitos
| Candidato(a) | Candidato(a)      | Partido | Votos | Votos       | Cidade de origem | Unidade federativa/País |
| Candidato(a) | Candidato(a)      | Partido | Total | Percentagem | Cidade de origem | Unidade federativa/País |
| ------------ | ----------------- | ------- | ----- | ----------- | ---------------- | ----------------------- |
|              | Rychardson        | PTB     | 1.848 | 4,88%       | Itacoatiara      | Amazonas                |
|              | Dr. Marconde      | PR      | 1.797 | 4,74%       | Itacoatiara      | Amazonas                |
|              | Janio Da Z -13    | PTB     | 1.746 | 4,61%       | Itacoatiara      | Amazonas                |
|              | Edinho            | PSL     | 1.456 | 3,84%       | Itacoatiara      | Amazonas                |
|              | Elenize Holanda   | PP      | 1.422 | 3,75%       | Itacoatiara      | Amazonas                |
|              | Arialdo Guimarães | PPS     | 941   | 2,48%       | Itacoatiara      | Amazonas                |
|              | Rosquilde         | PT      | 903   | 2,38%       | Itacoatiara      | Amazonas                |
|              | A.I Netto         | PR      | 879   | 2,32%       | Manaus           | Amazonas                |
|              | Nogueira Junior   | PMDB    | 786   | 2,07%       | Barreirinha      | Amazonas                |
|              | Raimundo Silva    | PMDB    | 578   | 1,53%       | Itacoatiara      | Amazonas                |
| Fontes:      |                   |         |       |             |                  |                         |